# Lætitia Coulbault
Pour les articles homonymes, voir Lætitia.
Lætitia Coulbault championne de France de roller.

## Biographie
Lætitia Coulbault est née en 1986. Elle a passé son enfance à Paris en France.
Rideuse française, elle commence le roller fitness dès l'âge de 6 ans pour ensuite s'orienter vers le roller agressif, le street à 11 ans. Sa rencontre avec Gnaf Utopie a changé sa vie : il lui a transmis toute sa passion et ses connaissances afin de s'amuser tout en repoussant ses limites.
La création d'une catégorie féminine dans les championnats français de roller street donna l'occasion à Lætitia de s'exprimer au mieux : ses trois titres durant la période 2004-2007 montrent l'étendue de son talent.
Malheureusement, une blessure au genou mis fin à ses performances. Lætitia reste tout de même invaincue en France.
Son sponsor était HawaiiSurf.

## Titres
- Championnat de France 2004-2005 (Paris)
- Championnat de France 2005-2006 (Paris)
- Championnat de France 2006-2007 (Nice)
- Coupe de France (Lille)
- Championnat de la Côte d'Or 2006 (Dijon)
- Rennes sur roulettes- High Jump Record 3,35 m (Rennes)